# Ingvar Norrby (skolman)
Nils Ingvar Ludvig Norrby, född den 28 november 1919 i Överluleå församling, Norrbottens län, död den 30 november 1996 i Falun, var en svensk skolman.
Norrby avlade studentexamen i Luleå 1939, reservofficersexamen 1942 och filosofisk ämbetsexamen
1944. Han blev lärare vid Bodens artilleriregemente 1944, vid högre allmänna läroverket i Sollefteå 1946, adjunkt vid högre allmänna läroverket i Sundsvall 1950, rektor vid samrealskolan i Säter 1955 samt skolchef där 1958. Norrby var länsskolinspektör i Kopparbergs län från 1967 till sin pensionering. Han vilar på Skogskyrkogården i Falun.